# Криптозоология
Криптозоология (на гръцки: kryptos таен, скрит и зоология) е псевдонаука, търсеща животни, чието съществуване не е доказано.
Това са обикновено същества, за които се смята, че няма как да съществуват в действителност и са резултат на митове, легенди и народни поверия. Такива например са Неси, Йети, Чупакабра и други. В криптозоологията видовете, чието съществуване не е доказано, се наричат криптиди.
Криптозоологията приема, че на Земята могат да съществуват животински видове, чиято численост е достатъчна за поддържане на популацията, но е малка, за да бъде открита от зоолозите с помощта на съществуващите методи.
Криптозоологията е изследователска дисциплина, която в академичните среди се приема обикновено за лъженаука. Това е свързано с факта, че с криптозоология често се занимават хора без образование по биология или проведените изследвания не са довели до съществени резултати. С криптозоологични проблеми се занимават и ерудирани учени-изследователи. В България в тази област е работил проф. Николай Спасов от Националния природонаучен музей при БАН. В САЩ от 1982 до 1998 г. съществува и Международно дружество по криптозоология, което издава списанието "Journal of Cryptozoology"